# Elmenhorst (Stormarn)
Elmenhorst ist eine Gemeinde im Kreis Stormarn in Schleswig-Holstein.

## Geographie

### Geographische Lage
Das Gemeindegebiet Elmenhorsts erstreckt sich im Landschaftsraum Barmstedt-Kisdorfer Geest (Haupteinheit Nr. 694) südlich angrenzend vom Bachlauf der Haisterbek.

### Ortsteile
Siedlungsplätze der Gemeinde sind die beiden Dörfer Elmenhorst und Fischbek sowie Mönkenbrook.

### Nachbargemeinden
Elmenhorst ist umgeben von den Gebieten der Gemeinden/Städte:
|                                     | Itzstedt, Sülfeld, Neritz                   |             |
| Nienwohld, Bargfeld-Stegen, Jersbek | Kompassrose, die auf Nachbargemeinden zeigt | Rümpel      |
| Bargteheide                         |                                             | Tremsbüttel |

## Geschichte
Elmenhorst
Im Jahre 1346 wurde Elmenhorst erstmals zweifelsfrei urkundlich erwähnt. (Bei einer Nennung 1230 ist unklar, ob nicht das lauenburgische Elmenhorst gemeint ist). Bis zu dessen Aufteilung 1588 gehörte der Ort zu den Besitzungen des Adligen Gutes Borstel, anschließend zum Adligen Gut Jersbek. 1873 wurde Elmenhorst Landgemeinde im Kirchspielvogteibezirk Bargteheide im Kreis Stormarn. Mit der endgültigen Einführung der preußischen Kommunalverfassung 1889 kam Elmenhorst zum Amtsbezirk Jersbek. Seit 1948 gehört es zum Amt Bargteheide-Land.
Die seit dem Jahr 1751 nachweisbare Schule in Elmenhorst wurde 1969 aufgelöst.

Fischbek
Im Jahre 1321 wurde Fischbek erstmals erwähnt, als der Ritter von Hammoor es verkaufte. Später gehörte Fischbek zum alten landesherrlichen Amt Tremsbüttel. Im 16. Jahrhundert war das Dorf zeitweise an das Adlige Gut Höltenklinken verpfändet. 1867 kam Fischbek als Landgemeinde zur Kirchspielvogtei Bargteheide, mit Einführung der preußischen Kommunalverfassung 1889 zum Amtsbezirk Bargteheide. 1924/25 wurden die Tremsbütteler Enklaven Domskuhlen und Eckhorst eingegliedert. Ab 1948 gehörte Fischbek zum Amt Bargteheide-Land.
Die seit dem Jahr 1749 nachweisbare Schule in Fischbek wurde 1969 aufgelöst.

## Eingemeindungen
Am 1. Januar 1978 wurde Fischbek nach Elmenhorst eingemeindet.

## Politik

### Gemeindevertretung
Bei der Kommunalwahl am 14. Mai 2023 wurden insgesamt 18 Sitze vergeben. Von diesen erhielt die CDU fünf Sitze, die SPD zwei Sitze, die Bürgergemeinschaft Elmenhorst e. V. drei Sitze und die Unabhängigen Bürger Elmenhorst acht Sitze.

### Wappen
Blasonierung: „Von Gold und Blau im Wellenschnitt geteilt. Oben rechts ein schräggestelltes grünes Ulmenblatt, oben links schräg gekreuzt ein rotes Schwert und ein roter Krummstab, unten eine silberne Forelle.“

## Wirtschaft und Infrastruktur
Die Gemeinde ist über die Bundesstraße 75 (Hamburg – Lübeck) an das überregionale Straßennetz angebunden. Durch den Regionalbusverkehr der Firma Autokraft sind Elmenhorst und Fischbek auch über öffentliche Verkehrsmittel zu erreichen; die Fahrten werden innerhalb des Hamburger Verkehrsverbundes HVV geleistet.
In der Gemeinde gibt es zwei Freiwillige Feuerwehren, eine in Elmenhorst und eine in Fischbek.
Im neu erschlossenen Gewerbegebiet am Ahornweg haben sich mehrere lokale Unternehmen angesiedelt. Dazu gehören das Grillcenter Nord, Norddeutschlands größter BBQ-Fachhandel mit angeschlossener Grillschule, Camper Niepel, ein großer Caravanverleih in Stormarn sowie HPS-Boats, ein Anbieter für Schlauchboote und Reparaturen. Das Gewerbegebiet bietet diesen und weiteren Unternehmen Raum zur Entfaltung und trägt zur wirtschaftlichen Entwicklung der Region bei.
Seit der Schließung der beiden Dorfschulen (siehe Geschichtsabschnitte) werden die Kinder während der Schulzeit auf anliegenden Grundschulen in Bargteheide und Umgebung unterrichtet.

## Kultur
In der Gemeinde gibt es zwei allgemeine Sportvereine, den SC Elmenhorst und den JuS Fischbek.
Daneben existiert der Elmenhorster Tennisclub, der Schützenverein von Elmenhorst und Umgegend sowie der Reit- und Fahrverein Mittelstormarn. 2003 wurde eine Western-Reitschule in Fischbek eröffnet, der American Training Stable.
Daneben bietet Elmenhorst mit dem Gemischten Chor, dem Elmenhorster Blasorchester und dem Orchester Elmenhorst ein vielfältiges Angebot für musikalische Aktivitäten.
Der Elmenhorster Karnevalsverein organisiert zur Karnevalszeit im Mehrzweckgebäude die größte Karnevalsfeier der Umgebung mit Tanzaufführung der Garden.
Der Plattdeutsche Theaterverein Elmenhorst führt in regelmäßigen Abständen Theaterstücke im Mehrzweckgebäude auf.

## Persönlichkeiten
- Heinrich Wolgast (1905–1982), Politiker (FDP)